# 3463 Kaokuen
3463 Kaokuen este un asteroid din centura principală, descoperit pe 3 decembrie 1981 de Observatorul Zijinshan.